# جووانی نستی
جووانی نستی (ایتالیایی: Giovanni Nesti; ۲۳ سپتامبر ۱۹۲۲ – ۲۰ مارس ۲۰۱۱) بازیکن بسکتبال اهل ایتالیا بود. وی در بازی‌های المپیک تابستانی ۱۹۴۸ شرکت کرده‌است.